# بخش اسویه‌دالا
بخش اسویه‌دالا (به سوئدی: Svedala kommun) یک ناحیه شهری در سوئد است که در شهرستان اسکونه واقع شده‌است. بخش اسویه‌دالا  ۱۹٬۸۲۲ نفر جمعیت دارد.

## خواهرخوانده
شهر برگن آن در روگن خواهرخواندهٔ بخش اسویه‌دالا هست.